# Cantões de Luxemburgo

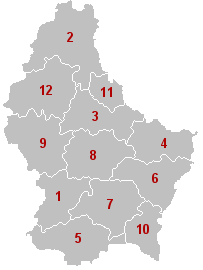
Mapa do Luxemburgo com a divisão do território em cantãos.

Os cantões do Luxemburgo são uma divisão administrativa intermediária entre o distrito e a comuna.
Esta lista mostra os doze cantões do Luxemburgo, classificados por ordem alfabética.
 O número que precede cada cantão serve para localizá-lo no mapa à direita.
| nº | cantão           | capital          | distrito     | área (km²) | população (01/01/2005) | densidade (hab./km²) |
| -- | ---------------- | ---------------- | ------------ | ---------- | ---------------------- | -------------------- |
| 1  | Capellen         | Capellen         | Luxemburgo   | 199,21     | 38.195                 | 191,73               |
| 2  | Clervaux         | Clervaux         | Diekirch     | 223,90     | 24.226                 | 108,20               |
| 3  | Diekirch         | Diekirch         | Diekirch     | 331,75     | 13.030                 | 39,28                |
| 4  | Echternach       | Echternach       | Grevenmacher | 185,54     | 14.588                 | 78,62                |
| 5  | Esch-sur-Alzette | Esch-sur-Alzette | Luxemburgo   | 242,77     | 140.061                | 576,93               |
| 6  | Grevenmacher     | Grevenmacher     | Grevenmacher | 185,54     | 14.588                 | 78,62                |
| 7  | Luxemburgo       | Luxemburgo       | Luxemburgo   | 238,46     | 126.940                | 532,33               |
| 8  | Mersch           | Mersch           | Luxemburgo   | 238,46     | 126.940                | 532,33               |
| 9  | Redange          | Redange          | Diekirch     | 239,37     | 27.634                 | 115,44               |
| 10 | Remich           | Remich           | Grevenmacher | 127,87     | 17.282                 | 135,15               |
| 11 | Vianden          | Vianden          | Diekirch     | 267,49     | 14.499                 | 54,20                |
| 12 | Wiltz            | Wiltz            | Diekirch     | 54,08      | 3.203                  | 59,23                |
|    | totais           |                  |              | 2.586,36   | 455.000                | 175,92               |

Os cantões foram criados em 24 de fevereiro de 1843.